# Krogulec (Kiścinne)
Krogulec – część wsi Kiścinne w Polsce, położona w województwie mazowieckim, w powiecie nowodworskim, w gminie Czosnów. Leży na południowy wschód od Kiścinnego właściwego, wzdłuż ulicy Kniołka.
Dawniej samodzielna wieś. W latach 1867–1952 w gminie Kampinos w powiecie sochaczewskim; 20 października 1933 utworzyła gromadę Krogulec w granicach gminy Kampinos, składającą się ze wsi Krogulec i Kiścinne.
1 lipca 1952 gromadę Krogulec włączono do nowo utworzonej gminy Kazuń w powiecie warszawskim, którą równocześnie włączono do nowo utworzonego powiatu nowodworskiego.
W związku z reorganizacją administracji wiejskiej jesienią 1954, Krogulec wszedł w skład nowej gromady Sowia Wola.
W latach 1975–1998 miejscowość administracyjnie należała do województwa warszawskiego.